# 富民路 (高雄市)
富民路（Fumin Rd.）為高雄市左營區的南北向道路。起端為新莊仔路，末端為大順一路。

## 行經行政區域
- 左營區

## 沿線設施
- 高雄市政府社會局富民長青中心
- 城市車旅富民停車場
- 小北百貨新裕誠店
- 中華郵政高雄新莊仔郵局
- 萊爾富便利商店高市高富店
- 7-ELEVEN雲崗門市
- 台北富邦商業銀行博愛分行
- 7-ELEVEN富慶門市
- 星巴克大順富民門市

### 鄰近商圈
- 裕誠商圈
- 漢神巨蛋商圈
- 明誠商圈
- 凹子底商圈

## 公車資訊
- 南台灣客運
  - 3 高鐵左營站－捷運巨蛋站－市立美術館

## 公共自行車
- 高雄市公共自行車租賃系統：
  - 富民太原街口：富民路464號(前人行道)
  - 明誠富民路口(路口四處)：明誠二路/富民路口(路口四處)

## 相關連結
- 高雄市主要道路列表